# Listen (canción)
«Listen» es el primer sencillo de la banda sonora de Dreamgirls, lanzado durante el último trimestre del 2006. Interpretada por Beyoncé, la canción puede ser encontrada como tema extra en las ediciones internacionales del álbum B'Day.
Para la edición de lujo de B'Day, lanzada al mercado internacional el 3 de abril de 2007, Beyonce incluye esta canción en una versión en español titulada "Oye"

## Video musical
El vídeo musical de la canción, dirigido por Diane Martel y Matthew Rolston, debutó el 29 de noviembre del 2006 en el Making the Video de MTV.
Existen varias versiones del mismo, cada una de ellas con secuencias totalmente distintas. Entre estas versiones las más destacadas son: 
1.- La versión Promo Only, difundida como promoción y la cual incluye secuencias de la película "Dreamgirls". 
2.- La versión B'Day Video Anthology, publicada en dicho DVD. Esta versión es igual a la mencionada en el punto 1, pero la diferencia es que no incluye secuencias de la película. 
3.- Vogue Shoot Version, difundida por el canal Vh1 como la versión alternativa, donde destaca la cantante con fondos y secuencias en blanco y negro, intercalando entre ellas secuencias a color. Incluyendo escenas de película. 
4.- Versión Alternativa o 4th Version, publicada en Internet por la página Yahoo. Esta versión es totalmente distinta, incluye las mismas secuencias intercalando blanco y negro con color, pero las imágenes referentes al rodaje de la película son hechas exclusivamente para el vídeo de la cantante. El final es ella en la azotea de un rascacielos cantando la parte más desgarradora de la canción, dando así su toque más íntimo y a la vez liberal a la canción.

## Formatos
| CD-Sencillo (Estados Unidos) |                          |          |  |
| N.º                          | Título                   | Duración |  |
| 1.                           | «Listen» (Album Version) | 03:37    |  |
| 2.                           | «Listen» (Instrumental)  | 03:37    |  |

| CD-Sencillo (Internacional) |                                   |          |  |
| N.º                         | Título                            | Duración |  |
| 1.                          | «Listen» (Album Version)          | 03:37    |  |
| 2.                          | «Irreplaceable» (DJ Speedy Remix) |          |  |

## Listas musicales de sencillos
| América        |                   |    |
| Estados Unidos | Billboard Hot 100 | 61 |
| Europa         |                   |    |
| Alemania       | Top 100           | 18 |
| Austria        | Top 75            | 32 |
| Irlanda        | Top 50            | 6  |
| Italia         | Top 50            | 9  |
| Portugal       | Top 50            | 4  |
| Reino Unido    | Top 75 Singles    | 8  |
| Suiza          | Top 100           | 10 |

| Europa                   |    |
| European Hot 100 Singles | 24 |